# حقوق زن باردار
حقوق زنان باردار به طور کلی مربوط به انتخاب‌ها و حقوق قانونی زن باردار یا زایمان کرده‌است؛ و به طور خاص مربوط به کسانی است که تحت مراقبت‌های پزشکی در یک مؤسسه پزشکی قرار دارند یا کسانی که تحت مراقبت یک پزشک متخصص هستند، بدون در نظر گرفتن مکان (تحت مراقبت‌های پیراپزشکی در خانه، پزشک خانواده از طریق تلفن و غیره).
بحث‌های زیادی پیرامون حقوق بارداری وجود دارد، از «درست» بودن یا نبودن فناوری‌های کمک‌باروری یا اشتباه بودن استفاده از رحم اجاره‌ای. اینها حقوق مادر هستند. به عنوان یک زن، چالش‌های بیشتری از تصمیم‌گیری دربارهٔ بارداری وجود دارد. مرخصی زایمان، مرخصی والدین و زمان اختصاص یافته برای این مرخصی‌ها از شرکتی به شرکت دیگر متفاوت است.
کنفرانس بین‌المللی جمعیت و توسعه (ICPD) در سپتامبر ۱۹۹۴ در قاهره برگزار شد تا به بحث و گفتگو بپردازد و یک موضع جامع دربارهٔ جمعیت و توسعه برای ۲۰ سال آینده را تدوین کند. یکی از اهداف دیگر، در دسترس قرار دادن خدمات آموزشی و پزشکی برای زنان در دوران بارداری و نیز دسترسی به گزینه‌های زایمان در موعد مشخص آن بود. یک نگرانی اصلی، همواره مراقبت‌های پس از زایمان بوده‌است. مردم فکر می‌کنند سخت‌ترین بخش، تولد نوزاد است اما وقتی نوزاد متولد شد و به دنیا آمد، نگرانی‌های بیشتری به وجود می‌آید. عوارض قبل از حاملگی، هنگام زایمان و بعد از زایمان یکی از نگرانی‌های احتمالی در تمام زایمان‌ها است، ICPD در مورد افزایش پشتیبانی موجود برای همه زنان صحبت کرد. حقوق بارداری در همه جای دنیا یکسان نیست، اما هدف ICPD این است که تبعیض در دوران بارداری را از بین ببرد و کلیه حقوق زنان باردار را در دسترس همه قرار دهد.
پرستاران و بیماران بعضی اوقات با مشکلاتی روبرو می‌شوند، زیرا نظرات آنها در مواردی مانند سقط جنین یا مراقبت‌های قبل از زایمان متفاوت است. همان‌طور که کین، در سال ۲۰۰۹ بیان می‌کند: «در قانون رفتار حرفه ای NMC آمده‌است که شما باید مراقبت از مردم را به عنوان اولین نگرانی خود قرار دهید.» و به همین دلیل، پرستاران باید نظراتشان را آشکار نسازند تا بر روی تصمیمات بیمار تأثیر نگذارد.

## حقوق در استرالیا
در استرالیا زنان باردار از حقوق مشابه سایر اعضای جامعه برخوردارند. با این حال، وقتی صحبت از حقوق آنها در محیط کار می‌شود، مزایای بیشتری دارند.

### حقوق زنان باردار در حوزه کار
بر اساس بخش قانون کار منصفانه ۲۰۰۹ زنان باردار همچنان به همان میزان از مرخصی استعلاجی برخوردار هستند که هر فرد دیگری. بدین صورت بارداری به عنوان یک بیماری طبقه‌بندی نمی‌شود. با این حال یک زن باردار می‌تواند برای «مرخصی ویژه بارداری» از مرخصی بدون حقوق استفاده کند. این مورد زمانی است که مادر بیماری مرتبط با بارداری داشته باشد، یا تجربه سقط پس از سه ماهه اول بارداری، نوزاد مرده و پایان دادن خودخواسته به بارداری را تجربه کرده باشد.
مشاغل ایمن زمانی است که زنان به کار ایمن تری روی می‌آورند، زیرا کار اصلی آنها برای خودشان و نوزاد خطرناک است. زن باید شواهدی ارائه دهد که نشان می‌دهد هنوز هم می‌تواند کار کند اما قادر به انجام کارهای اصلی نیست و مدت زمانی که نباید در شغل خود کار کند را نیز مشخص می‌کند. مثالی برای اثبات این موارد داشتن گواهی پزشکی است.
تبعیض در حوزه کار، علیه زنان باردار غیرقانونی است. این بدان معناست که به دلیل بارداری نمی‌توان زن را اخراج کرد، تنزل درجه داد یا با او رفتار نامتعارفی کرد.

## ختم بارداری
در استرالیا، قوانین مربوط به سقط بین هر ایالت و سرزمین متغیر است. در استرالیای غربی سقط تا هفته ۲۰ بارداری قانونی تلقی می‌شود. سقط بعد از ۲۰ هفته فقط در صورتی انجام می‌شود که دو پزشک از یک هیئت ۶ نفره موافقت کنند که در صورت ادامه بارداری مادر یا جنین در شرایط پزشکی جدی قرار خواهند گرفت.

## ایمن‌سازی
در دوران بارداری، زنان حق دارند با واکسن آنفلوانزا «Flu Shot» و واکسن dTpa بزرگسالان (سیاه سرفه) ایمن شوند. هر دو این واکسن‌ها توصیه می‌شوند، اما اینکه شخص واکسیناسیون را ادامه دهد یا نه، به خود شخص بستگی دارد.